# Lagoa Grande, Minas Gerais
Lagoa Grande este un oraș în Minas Gerais (MG), Brazilia.